# کلاینبرسدورف
کلاینبرسدورف (به آلمانی: Kleinebersdorf) یک شهر در آلمان است که در زاله‌هلتسلاند واقع شده‌است. کلاینبرسدورف ۱۷۵ نفر جمعیت دارد.